# 金ロマン人生いろいろ
『㊎ロマン人生いろいろ』（まるきんロマンじんせいいろいろ）は、1997年10月31日から1998年1月23日までフジテレビ系列局で放送されていたバラエティ番組である。フジテレビと関西テレビの共同製作。放送時間は毎週金曜 19:00 - 20:00 （日本標準時）。
本番組のレギュラー陣は、番組の終了後にスタートした『痛快!知らぬはオトコばかりなり』にも引き続き出演していた。
ローカルセールス枠での放送だった。また、番組の送出はフジテレビから行われた。

## 出演者
- 笑福亭鶴瓶
- 小倉智昭
- 研ナオコ
- 新野新